# Maōjō de Oyasumi
Maōjō de Oyasumi (魔王城でおやすみ?) es una serie de manga escrita e ilustrada por Kagiji Kumanomata. Comenzó su publicación en la revista semanal Shūkan Shōnen Sunday de Shōgakukan el 11 de mayo de 2016 y ha sido recopilado en veintinueve volúmenes tankōbon. Una adaptación al anime producida por el estudio Doga Kobo se emitió del 6 de octubre al 22 de diciembre de 2020.

## Sinopsis

### Historia
La princesa Syalis es la amada princesa del reino de Goodereste del mundo humano. Aunque fue secuestrada por un señor demonio, su única preocupación es encontrar un buen lugar para dormir en este castillo. Por lo tanto, decide pasar las horas durmiendo, ¡pero descansar bien por la noche resulta ser mucho trabajo! Para cumplir su ambición, comienza por hacer una almohada hecha a mano con la piel de sus guardias Teddy Demon y un "colchón de aire" del mágico Escudo del Viento. Los desafortunados guardias demoníacos de la princesa pronto descubren que su cautiva espera ser tratada como, bueno, una princesa.

### Premisa
La historia comienza con el Rey Demonio, que quiere vencer al Héroe de manera justa, por lo que se lleva a la Princesa que era amada por su gente, pero ella solo se preocupa por dormir bien en el Castillo de los Demonios. Con la princesa en el Castillo de los Demonios, Demon Cleric, que en realidad es el demonio a cargo del Templo de los Demonios se convirtió en el llamado a usar la magia para resucitar a cualquiera que muera en el Castillo de los Demonios, y el Héroe, quien es un hombre valiente que se puso de pie para salvar a la princesa secuestrada, intenta rescatar a la princesa, a pesar de las consecuencias circunstanciales ocurridas por la princesa en el castillo del demonio.

## Personajes
Princesa Syalis (スヤリス姫 Suyarisu Hime?)
 Seiyū: Inori Minase
La princesa Syalis es una chica esbelta y baja. Tiene cabello blanco y ojos morados con pupilas en forma de estrella que demuestran sus raíces de realeza. La princesa Syalis la mayor parte del tiempo ignora lo que sucede a su alrededor y a los personajes que la rodean y solo piensa en sus objetivos para dormir bien. Fue secuestrada por el Rey Demonio para hacer que el reino le temiera y para atraer al Héroe a luchar contra él.
Rey Demonio Tasogare (魔王タソガレ Maō Tasogare?)
 Seiyū: Yoshitsugu Matsuoka
Él secuestró a Syalis mientras dormía, por lo que casi nunca la ha visto despierta y nunca ha tenido una conversación adecuada con ella. Siempre está pensando en formas de hacer que el héroe lo alcance y se preocupa si va a perder, incluso pone armas y herramientas para facilitar la búsqueda del Héroe. Aparte de eso, es un buen líder para los demonios del castillo, pero ni siquiera él puede ir contra la Princesa Syalis, y se demuestra que se preocupa por ella hasta cierto punto.
Clérigo Demonio (あくましゅうどうし Akuma Shūdōshi?)
 Seiyū: Kaito Ishikawa
El Clérigo Demonio puede parecer un joven amable, pero en realidad es el demonio a cargo del Templo Demoniaco dentro del Castillo del Rey Demonio. Por lo regular suele ser el que usa la magia para resucitar a cualquiera que muera en el Castillo del Rey Demonio.
Desarrolla sentimientos por la princesa cautiva y se vuelve su acosador, celoso de otros demonios que se acercan a la princesa.
El héroe Akatsuki (勇者アカツキ Yūsha Akatsuki?)
 Seiyū: Hiro Shimono
Él es una persona de sangre caliente y directa, un hombre valiente que se puso de pie para salvar de su secuestro a la princesa Syalis. Sin embargo, la princesa lo llama "A-Nanaka-kun" y es incapaz de recordar su nombre y existencia durante mucho tiempo.
Majiro el Erizo (はりとげマジロ Hari Toge Majiro?)
 Seiyū: Rikiya Koyama
Trabaja en el Castillo del Rey Demonio como soldado de clase baja. Mide dos metros de altura y parece una persona amante de la violencia, pero tiene muchos amigos porque no puede decirle que no a las personas que le piden que lo haga. y bueno para reaccionar a las bromas de la gente.
Frankenzombie (フランケンゾンビ Furankenzonbi)?)
 Seiyū: Kōichi Sōma
Minotauro (ミノタウロス Minotaurosu?)
 Seiyū: Masashi Yamane
Siervo Duende (やしき手下ゴブリン Yashiki Teshita Goburin?)
 Seiyū: Shinya Takahashi
Rojo Siberiano (レッドシベリアン・改 Reddo Shiberian-Kai?)
 Seiyū: Chikahiro Kobayashi
Papel de regalo fantasma (おばけふろしき改 Obake Furoshiki-Kai?)
 Seiyū: Kōichi Sōma
Poseidon (ポセイドン Poseidon?)
 Seiyū: Takeo Ōtsuka (actor de voz)
Dragón de Veneno de Llamas (かえんどくりゅう Kaen doku Ryū?)
 Seiyū: Takaya Kuroda
Fantasma Furoshiki (おばけふろしき改 Obake Furoshiki?)
 Seiyū: Sayaka Ohara
Aladdif (アラージフ Arājifu?)
 Seiyū: Ayane Sakura
Mago de tijeras (シザーマジシャン Shizā Majishan?)
 Seiyū: Jun'ichi Suwabe
Arpía (ハーピィ Hāpyi?)
 Seiyū: Sayaka Ohara
Hades (ハデス Hadesu?)
 Seiyū: Kishō Taniyama
Hypnos (睡魔 Suima?)
 Seiyū: Shin'ichirō Miki

## Media

### Manga
Maōjō de Oyasumi fue lanzado por Kagiji Kumanomata en la edición #24 de 2016 de la revista Shūkan Shōnen Sunday publicada el 11 de mayo de 2016. Shōgakukan ha recopilado los capítulos individuales en 29 volúmenes tankōbon hasta el momento.
Viz Media licenció la serie en septiembre de 2017 para su lanzamiento en Norteamérica. El primer volumen fue publicado el 12 de junio de 2018.
| Volúmenes de manga publicados | Volúmenes de manga publicados | Volúmenes de manga publicados |
| Número                        | Fecha de publicación          | ISBN                          |
| ----------------------------- | ----------------------------- | ----------------------------- |
| 1                             | 16 de septiembre de 2016      | ISBN 978-4-09-127342-0        |
| 2                             | 18 de enero de 2017           | ISBN 978-4-09-127488-5        |
| 3                             | 18 de abril de 2017           | ISBN 978-4-09-127560-8        |
| 4                             | 18 de julio de 2017           | ISBN 978-4-09-127669-8        |
| 5                             | 18 de octubre de 2017         | ISBN 978-4-09-127860-9        |
| 6                             | 18 de enero de 2018           | ISBN 978-4-09-128073-2        |
| 7                             | 12 de abril de 2018           | ISBN 978-4-09-128227-9        |
| 8                             | 17 de agosto de 2018          | ISBN 978-4-09-128381-8        |
| 9                             | 16 de noviembre de 2018       | ISBN 978-4-09-128577-5        |
| 10                            | 18 de febrero de 2019         | ISBN 978-4-09-128801-1        |
| 11                            | 17 de mayo de 2019            | ISBN 978-4-09-129157-8        |
| 12                            | 18 de septiembre de 2019      | ISBN 978-4-09-129332-9        |
| 13                            | 17 de enero de 2020           | ISBN 978-4-09-129546-0        |
| 14                            | 17 de abril de 2020           | ISBN 978-4-09-129546-0        |
| 15                            | 17 de julio de 2020           | ISBN 978-4-09-850162-5        |
| 16                            | 16 de octubre de 2020         | ISBN 978-4-09-850270-7        |
| 17                            | 18 de diciembre de 2020       | ISBN 978-4-09-850366-7        |
| 18                            | 18 de mayo de 2021            | ISBN 978-4-09-850525-8        |
| 19                            | 18 de agosto de 2021          | ISBN 978-4-09-850640-8        |
| 20                            | 18 de noviembre de 2021       | ISBN 978-4-09-850729-0        |
| 21                            | 17 de marzo de 2022           | ISBN 978-4-09-850869-3        |
| 22                            | 17 de junio de 2022           | ISBN 978-4-09-851146-4        |
| 23                            | 18 de octubre de 2022         | ISBN 978-4-09-851346-8        |
| 24                            | 16 de marzo de 2023           | ISBN 978-4-09-851772-5        |
| 25                            | 18 de julio de 2023           | ISBN 978-4-09-852613-0        |
| 26                            | 17 de noviembre de 2023       | ISBN 978-4-09-853013-7        |
| 27                            | 18 de marzo de 2024           | ISBN 978-4-09-853177-6        |
| 28                            | 18 de septiembre de 2024      | ISBN 978-4-09-853573-6        |
| 29                            | 18 de febrero de 2025         | ISBN 978-4-09-854008-2        |

### Anime
Se anunció una adaptación al anime en el número 42 de la revista Shūkan Shōnen Sunday el 18 de septiembre de 2019. La serie esta animada por Doga Kobo y dirigida por Mitsue Yamazaki, con guiones de Yoshiko Nakamura, diseño de personajes de Ai Kikuchi y Yukari Hashimoto componiendo la música de la serie. La serie se estrenó el 6 de octubre de 2020 en TV Tokyo, AT-X y BS TV Tokyo. En el sudeste asiático, el anime tiene licencia de Muse Communication. Inori Minase interpreta el tema de apertura "Kaimin! Anmin! Syalist Seikatsu" (快眠！安眠！スヤリスト生活?), mientras que ORESAMA interpreta el tema de cierre "¡Gimmme!". La serie contara con 12 episodios.
| Episodios | Episodios | Episodios               |
| Número    | Título | Fecha de estreno        |
| --------- | --- | ----------------------- |
| 1         | «Princesa insomne del castillo» «Nemurenu Shiro no Hime» (眠れぬ城の姫)                                       | 6 de octubre de 2020    |
| 2         | «La princesa y la esponjosidad furiosa» «Hime to Ikari no Mofumofu» (姫と怒りのモフモフ)                      | 13 de octubre de 2020   |
| 3         | «La princesa y el conocimiento prohibido» «Hime to Kindan no Eichi» (姫と禁断の叡智)                          | 20 de octubre de 2020   |
| 4         | «La princesa, destrucción y aventura breve» «Hime to Hakai to Chīsana Bōken» (姫と破壊と小さな冒険)           | 27 de octubre de 2020   |
| 5         | «La princesa y las mujeres guerreras» «Hime to Tatakau On'na-tachi» (姫と戦う女たち)                          | 3 de noviembre de 2020  |
| 6         | «La elección inquebrantable de la princesa» «Hime no Mayoi Naki Sentaku» (姫の迷いなき選択)                   | 10 de noviembre de 2020 |
| 7         | «Princesa durmiendo mucho más en el Castillo» «Motto Nemurenu Shiro no Hime» (もっと眠れぬ城の姫)             | 17 de noviembre de 2020 |
| 8         | «La princesa y la espantosa pesadilla demoníaca» «Hime to Mazoku no Osorubeki Akumu» (姫と魔族の恐るべき悪夢) | 24 de noviembre de 2020 |
| 9         | «Semana de entrenamiento de princesas y rehenes» «Hime to Hitojichi Kyōka Shūkan» (姫と人質強化週間)          | 1 de diciembre de 2020  |
| 10        | «La princesa en Endopolis» «Hime to Owarino Shiti» (姫とオワリノシティ)                                       | 8 de diciembre de 2020  |
| 11        | «La princesa y los sueños inquietantes» «Hime no Nemurenai Yume» (姫の眠れない夢)                             | 15 de diciembre de 2020 |
| 12        | «Princesa Durmiente del Castillo Demonio» «Maōjō no Nemuri Hime» (魔王城の眠り姫)                             | 22 de diciembre de 2020 |